# 小行星1401
小行星1401（1401 Lavonne）是一颗围绕太阳公转的小行星。1935年10月22日，歐仁·約瑟夫·德爾波特在于克勒发现了此天体。
該小行星以美國天文學家莫德·伍斯特·麥肯森的孫女拉沃娜（Lavonne）命名。
这颗小行星的绝对星等为70.87576617356954等。